# Saro London
Saro A.27 London – brytyjska rozpoznawcza łódź latająca, używana przed i w początkowym okresie II wojny światowej.

## Historia
Samolot zaprojektowany w wytwórni lotniczej Saunders-Roe według wymagań brytyjskiego Ministerstwa Lotnictwa nr R.24/31 na dwusilnikową łódź latającą przeznaczoną do wykonywania zadań patrolowych. Pierwszy lot prototypu odbył się w 1934 roku, następnie odbył on serię prób eksploatacyjnych w 209 i 210 dywizjonach RAF. Dziesięć egzemplarzy pierwszej serii produkcyjnej, wyposażonych w silniki Bristol Pegasus III o mocy 820 KM napędzające dwułopatowe śmigła, zostało oznaczonych London Mk I. Pozostałe 38 samolotów, nazwanych London Mk II otrzymało silniki Bristol Pegasus X o mocy 915 KM i czterołopatowe śmigła. W trakcie eksploatacji samoloty pierwszej serii także otrzymały mocniejsze silniki i zostały przemianowane na wersję Mk II.
Pierwsze egzemplarze, dostarczone pomiędzy kwietniem i wrześniem 1936 roku, otrzymał 201 dywizjon RAF, kolejne trafiły na wyposażenie dywizjonów 202 i 204. Razem ze zbudowanym według tych samych wymagań samolotem Supermarine Stranraer były to ostatnie duże dwupłatowe łodzie latające pozostające na wyposażeniu RAF.
Pięć samolotów Saro London z dywizjonu 204 wzięło udział w długodystansowym przelocie do Nowej Południowej Walii (Australia), który odbył się w terminie od grudnia 1937 roku do maja 1938 dla uczczenia 150 rocznicy założenia kolonii w Sydney. Do tego celu zostały one specjalnie wyposażone w dodatkowe zewnętrzne zbiorniki paliwa, zwiększające zasięg lotu do 4 184 km.
W chwili wybuchu II wojny światowej w służbie pozostawało wciąż 29 egzemplarzy Londonów, w dywizjonach 201 na Szetlandach, 202 w Gibraltarze oraz 240, stacjonującym w północnej Szkocji (ten ostatni otrzymał swoje samoloty dopiero w czerwcu 1939 roku). Pełniły one aktywną służbę patrolową na morzach Północnym i Śródziemnym. Łodzie latające Saro London zostały wycofane ze służby w RAF na początku 1941 roku, zastąpione przez samoloty Short Sunderland i Consolidated Catalina. Kilka egzemplarzy przekazanych zostało do Royal Canadian Air Force.